# Danny Plourde
Œuvres principales
Danny Plourde, né le  6 juin 1981 à Saint-Jean-sur-Richelieu, est un poète, romancier et professeur québécois.

## Biographie
Il a complété un mémoire de maîtrise en création littéraire à l'Université du Québec à Montréal. Thésard inabouti au doctorat en littératures de langue française à l'Université de Montréal, il enseigne les littératures française, québécoise et coréenne ainsi que la création littéraire au Collège de Maisonneuve depuis 2009. Plourde a codirigé, entre 2003 et 2008, le collectif aléatoire de « crémation » littéraire qu'il a cofondé, la revue L’Ectropion. À la suite de nombreuses virées en Extrême-Orient (Corée, Chine, Japon), il nourrit abondamment ses écrits de ses expériences de voyage. On a pu l'entendre réciter notamment au Canada, au Québec, en Acadie, en France, en Catalogne, en Pologne, aux États-Unis, en Chine et en Corée du Sud.
Lorsque Plourde a reçu en 2008 le Prix Émile-Nelligan accompagné d'une bourse de 7 500 $(CAD), il a choisi le lendemain de remettre un don de 2 500 $(CAD) au journal l'Itinéraire, un mensuel communautaire montréalais destiné à aider les SDF qui souhaitent se sortir de la misère. D'ailleurs, son dernier roman, Le peuple du décor, donne la voix à des acteurs du milieu de l'itinérance du quartier Bonsecours, quartier historique situé dans le Vieux-Montréal.

## Anthologies, revues et collectifs
« Redessiner l'Histoire grâce aux armes du roman. La Constellation du Lynx de Louis Hamelin », dans À la carte. Le roman québécois (2010-2015), dir. Gilles Dupuis et Klaus-Dieter Ertler, Frankfurt am Main, Peter Lang Edition, 2017, p. 223-243.
« Les boucliers humains » et « Exhibition de fauve », dans Fils conducteurs, dir. Véronique Cyr, Montréal : Estuaire, no 159, 2014, p. 49-57.
« Au nom du Richelieu », dans Territoires, dir. Mathieu Blais, Montréal : Moebius, no 143, 2014, p. 13-20.
« Neuvaine à Nanjing », dans Nanjing est proche, dir. Danny Plourde, Montréal : Estuaire, no 155, 2013, p. 62-72.
« À l'assaut des ventriloques (une lecture des Pantins de la destruction de Paul Chamberland)», dans Spirale, no 245, été 2013, p. 71-72.
« Oiseau rare jeté au jour », dans Ouvrir le XXIe siècle : 80 poètes québécois et français, Montréal/Paris: Moebius/Les Cahiers du sens, 2013, p. 116-118.
« Maître Sanshin », dans Les arts martiaux, Montréal : Moebius, no 134, 2012, p.  75-82.
« Poings & Panaris », dans Incitation à la révolte, Montréal : Exit, no 68, 2012, p. 87-89.
« L'heure n'est plus à l'indifférence », dans Pleurer toute l'âme de mon cœur, Montréal : Estuaire, no 149, 2012, p. 16-17.
« Tapis bleu », dans Ti-Rock, récit en 16 pièces, dir. Julie Gauthier, Montréal : Julie Gauthier, publication indépendante, 2012, p. 61-65.
« Corée du Nord, Corée du Sud », dans À bâbord !, dir. Normand Baillargeon, Montréal, Revue À bâbord !, publication indépendante, no 44, avril/mai 2012, p. 42-43.
« Idées de terrain », dans J'aurais voté oui mais j'étais trop petit, dir. Gilles Laporte, Montréal : Éditas, 2011, p. 111-121.
« L'indifférence ou l'inquiétude ? », dans L'atelier de l'écrivain 2, dir. du groupe Interligne, coll. « Figura numéro 25 », Montréal : Publication de l'UQÀM, 2010, p. 73-86.
« Extraits de Vers quelque et de Calme aurore traduits en catalan », dans Troc-paroles/Troc de paraules, dir. Élizabeth Robert et/i Danielle Shelton, Montréal/Barcelona : Adage/Pagès editor, 2008, p. 49-64.
« Dormir par terre une saison des pluies et Au sud du Bukhansan », dans Les Cahiers de Corée, dir. Yves Millet, Paris-Séoul : L'Atelier des cahiers, 2007, p. 63-74.
« Vers quelque », dans Les Cent plus beaux poèmes québécois, dir. Pierre Graveline, Montréal : Fides, 2007, p. 202.
« Silence qu'on tourne », dans Le Bonheur des poètes, dir. Jacques Allard, Trois-Rivières : Écrits des Forges, 2007, p. 114-115.
« Visions paisibles », dans Pour l'instant, 8e recueil intercollégial de poésie du Québec, Montréal, 2000, p. 54.

## Prix et distinctions
- Finaliste Prix CoPo et Prix CoPo des Lycéens 2021, Normandie, France
- Finaliste Prix de poésie Yvan et Claire Goll 2010, France
- Finaliste Prix de poésie Terrasses Saint-Sulpice 2009, Québec
- Finaliste Prix des lecteurs du Marché de la poésie de Montréal 2009, Québec
- Prix Émile-Nelligan 2007, Québec
- Prix Félix-Leclerc de la poésie 2005, Québec
- Finaliste Prix Louis-Guillaume 2004, France